# 二流の人 (小説)
『二流の人』（にりゅうのひと）は、坂口安吾の中編小説。黒田官兵衛（黒田如水）を主人公とした歴史小説である。「第一話 小田原にて」「第二話 朝鮮で」「第三話 関ヶ原 」の全3章から成る。権謀術数にかけては人に譲らないほど秀でていたが、二流の武将に甘んじた黒田如水を独自の目線で捉えた作品で、その後に書かれた他の安吾の歴史小説の根幹をなす作品ともなっている。
豊臣秀吉、徳川家康、石田三成ら、四囲の情況が自然に天下を望む自分の姿を見出すまでは野望を持たず、自己を突き放したところに自己の創造の発見を賭けた「芸術家」としての天下人と、戦略にたけた野心児であったが時代に取り残され、どさくさに紛れて天下を望む「二流の人」として人生を終えた黒田如水とが対比的に描かれ、戦国の英雄たちの個性が、戯作的な文体と講談風の語り口で表現されている。

## 発表経過
1944年（昭和19年）、雑誌『現代文學』1月号（第7巻第1号）〈前年12月28日発行〉に「黒田如水」（のち「第一話 小田原にて」の「一」と「二」）が掲載され、「黒田如水」の続編（「第一話 小田原にて」の「三」以降と、「第二話 朝鮮で」と「第三話 関ヶ原」）を書き下ろしで追加した『二流の人』が、戦後の1947年（昭和22年）1月30日に、火野葦平が主宰する出版社・九州書房より「中篇小説新書」の一冊として単行本刊行された。
その後、「第二話 朝鮮で」の「三」の部分を、短編『我鬼』の内容と組み換えた改訂版が1948年（昭和23年）1月に思索社より刊行された。『我鬼』は1946年（昭和21年）9月、雑誌『社会』 創刊号に掲載されたものである。なお、1998年（平成10年）刊行の『坂口安吾全集 4』（筑摩書房）には、初出稿の九州書房版が収録され、別途に『我鬼』も収録されている。文庫版は角川文庫『白痴・二流の人』で刊行されている。角川文庫は思索社版（改訂版）である。

## 執筆背景
1940年（昭和15年）の35歳の時に小田原に移り住んだ安吾は、三好達治から切支丹文献を薦められ、それ以来切支丹ものや歴史に興味を抱きはじめ、独特の文明論的歴史観を展開するようになった。雑誌に掲載された「黒田如水」は、『島原の乱雑記』（長編小説『島原の乱』の構想）の執筆過程の副産物ともいうべき作品の中では最大のものである。安吾が書いたその他の時代小説には、『織田信長』『信長』『家康』『梟雄』『狂人遺書』などがあり、『二流の人』はこれらの根幹をなす作品ともなっている

## 文体・作風
『二流の人』には、もともと安吾のなかで蠢いていた想像力と戯作的な文体が表現されており、講談や大衆文学の語り口がごく自然なかたちで、その文体と思考のなかを横切っていると上野俊哉は解説し、そういった「講談や大衆文学の色合いの影響が残る文体」を駆使しながら、日本の戦国時代の英雄たちを「マンガチック」に描いた作風は「ライトノベル的」だとしている。また、その武将たちの「キャラクター」の描き方は、隆慶一郎の小説や、これを原作とした原哲夫の漫画を思わせると上野は説明している。

## あらすじ
黒田如水（官兵衛）は、その昔まだ20歳を越して幾つでもない頃、中国の小豪族・小寺政職の家老をしていたが、小寺氏は、織田と毛利の両雄にはさまれ去就に迷っていた。小寺家の大勢は毛利に就くことを自然としていたが、そのとき官兵衛は逸早く織田信長の天下の先行きを見抜き、主人を説き伏せ、即座に自ら岐阜に赴き、木下藤吉郎（羽柴秀吉）を通して織田信長に謁見、小寺家が信長の中国征伐の先鋒たるべしと買って出た。若い官兵衛は一生の浮沈をこの日に賭け、いわば有り金全部を織田信長にかけ賭博をはったのだ。持って生まれた雄弁で、中国の情勢、地理風俗にまで亘って数万言、信長大軍に出陣を乞い願い、頗る信長の御意にかなった。
しかし、秀吉が兵を率いて中国に来てみると、小寺政職はにわかに変心し、毛利に就いてしまった。足もとが崩れた官兵衛は驚いたが、独特の方法により難関に対処した。官兵衛は父（黒田職隆）を付けた一族郎党を秀吉の陣に送り約束を守り、自分は単身、殺されるかも知れないのを覚悟で、あえて小寺の籠城（有岡城）に戻り、臣節を全うした。いわばこれもまた一身をはった賭博で、野性児の特権、生命であった。裏切り者として土牢に入れられたが、一刀両断を免がれた。この開運は一命をはって得たもの、生命をはる時ほど美しい人の姿はなく、当然天の恩寵を受けるべくして受けたけれども、悲しいかな、この日のような賭博美を再びあえてその後の人生で行うことがなかった。ここに黒田如水の悲劇があった。
官兵衛はこの時の暗黒の入牢中にカサ頭（頭一面白雲のような頑疾）と、ビッコ（片足が不自由）になった。滑稽な姿を終生負わねばならなかったが、雄渾なる記念碑を負う栄光をもった。官兵衛は主人に対しては忠、命を捨てて義を守り、戦略狡猾、見透しも的確であった。牢の中から助け出された官兵衛は、秀吉の帷幕に加わり軍議に献策したが、本能寺の変が起った際、毛利と和睦して中国大返しを成功させたのも官兵衛の戦略だった。秀吉は、「このチンバの奴、楠木正成の次に戦争の上手な奴だ」と唸ってしまった。けれども、唸り終って官兵衛をジロリと見た秀吉の目に敵意があった。豊臣秀吉が終生最も怖れた人物は徳川家康だったが、その次に側近の官兵衛を怖れていた。黒田のカサ頭は気が許せぬと、秀吉は日頃放言したが、あのチンバめ、何を企むか油断のならぬ奴だと思っていた。
中国征伐、山崎合戦、四国征伐、抜群の偉功があった官兵衛だが、秀吉から貰った恩賞はたった3万石だった。小早川隆景が35万石、仙石権兵衛でも12万石の大名に取りたてられたのに割に合わなかった。官兵衛同様、秀吉から故意に冷遇されていた親友・竹中半兵衛は、秀吉の敵意を怖れて引退した。「秀吉に狎れるな、出すぎると、身を亡ぼす」という半兵衛の忠告を官兵衛は忘れる日がなくなった。九州征伐でも官兵衛は戦功の割に不遇だった。見透しは得意技であるから、これは引退時だと悟った。ある日官兵衛は、秀吉が近臣を集めて「俺の死後に天下をとる奴は官兵衛だ」と言っていた話を山名禅高から聞き、引退を決意した。まだまだ官兵衛の知恵が必要だった秀吉はすぐには許さなかったが、官兵衛は益々の御奉公を約束し、家督を倅・長政に譲り、「黒田如水」という隠居になった。官兵衛44歳。天正17年、小田原攻めの前年のことだった。

### 小田原にて
小田原の北条氏は全関東の統領、東国随一の豪族だが、すでに早雲の遺風なく、家門を知って天下を知らぬ平々凡々たる旧家であった。時代についての見識が欠け、豊臣秀吉から上洛をうながされても、成上り者の関白など相手にしなかった。この頃の秀吉はよく辛抱し、あせらず怒らず、なるべく干戈を動かさず天下統一の意向をもって3年間待った。やがて北条が、旧領の沼田8万石を還してくれれば朝礼する、と言ってきたので、真田昌幸に因果を含めて沼田城を還させたが、北条は城を貰っておいて上洛しなかった。北条の思い上ること甚だしく、成上りの関白・秀吉が見事なぐらいからかわれ、我慢しかねて北条征伐となる。

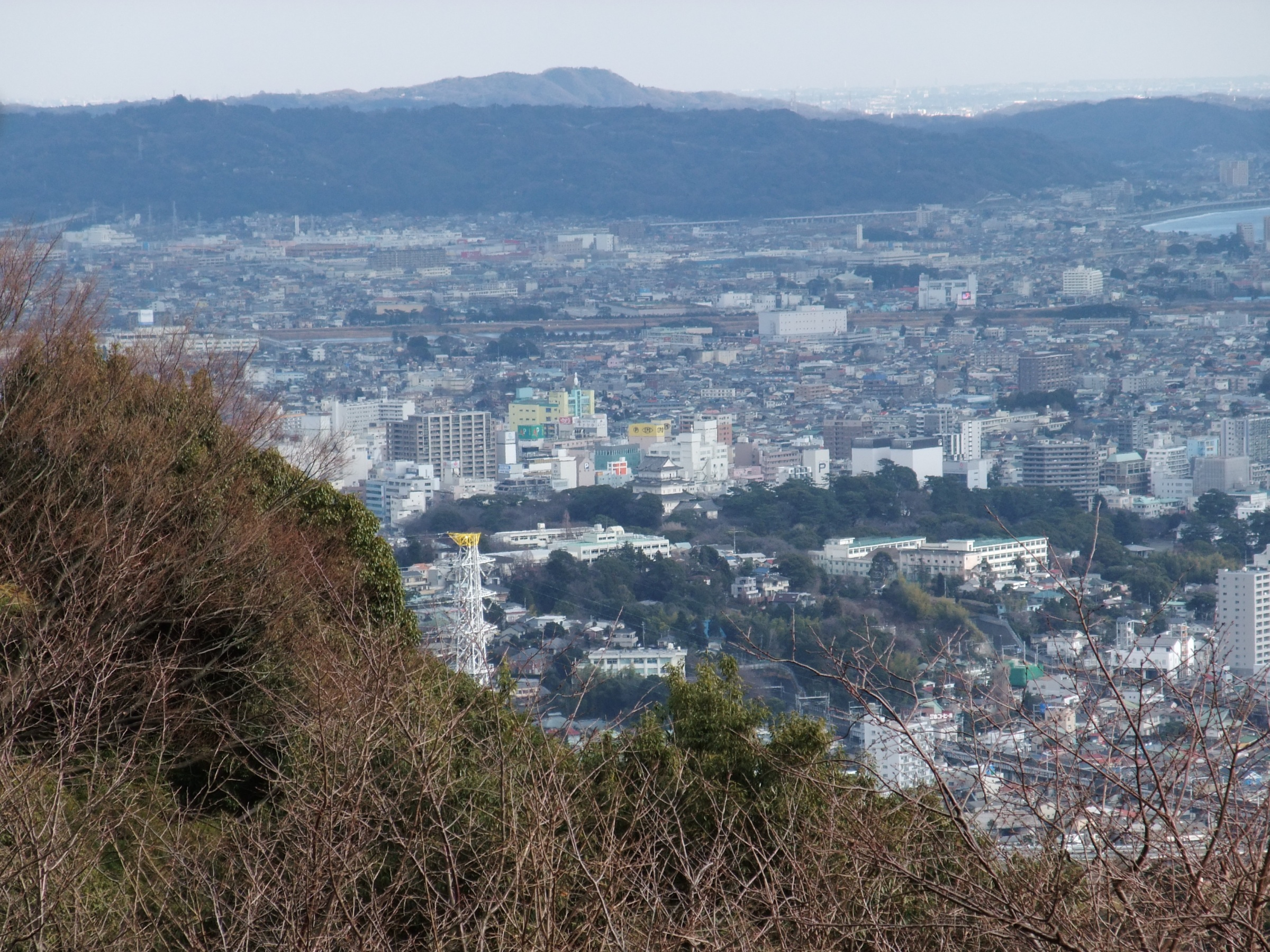
石垣山城より望む小田原城（中央）

秀吉が小田原へ攻めるためには尾張、三河、駿河を通って行かねばならないが、そこは織田信雄、徳川家康の所領で、両氏は現在秀吉の麾下に属しているものの、いつ異心を現すか分からず、家康の娘は北条氏直の奥方で、両家の関係は密接であるから、反旗をひるがへす怖れもあった。秀吉から軍略の話をきり出された如水は、「先ず家康と信雄を小田原へ先発させ、先発の仲間に前田、上杉などの古狸（家康）の煙たいところを御指名なさるのが一策でござろう」と進言した。「このチンバめ！」と秀吉は思わず叫んだ。寝ずに思案にくれて編みだした策を、言下に如水が答えたからだ。「お主は腹黒い奴じゃのう。骨の髄まで策略だ。その手で天下がとりたかろう。ワッハッハ」秀吉は頗る御機嫌だった。
しかし早春始めた包囲陣に、真夏が来てもまだ北条は落ちなかった。石田三成、羽柴雄利の降伏勧告も徒労に終り、浮田秀家が北条十郎氏房と和睦に動いても氏政父子が受けつけなかった。北条家随一の重臣・松田憲秀とその長男・新六郎が主家への裏切りの心を固め、秀吉方の軍兵を城内へ引入れる手筈をたてたが、松田憲秀の次男で、北条氏直の小姓をしていた左馬助が、父兄の陰謀を主人に訴え、寸前のところで陰謀は泡と消えた。百計失敗に帰して暫時の空白状態、何か工夫をめぐらして打開の方策を立てねばならぬ秀吉は夜中に隠居の如水を召し寄せた。如水は、和談の使者に北条家と縁のある徳川殿を煩わす一手でござろうと進言し、翌日、徳川家康の陣屋へでかけた。
天正18年の真夏の日ざかり、家康と如水が膝を突き合わせ、直接顔を合せたのはこの日が初だった。「温和な狸」と「律義な策師」と暗々裡に相許したから、遠く関ヶ原へ続く妖雲の一片がこのとき生れてしまった。頭から爪先まで弓矢の金言で出来ている大将だと、如水はたった一日で最大級に家康を買いかぶった。小牧山で秀吉に勝って外交で負けた家康は、その時以来、40歳過ぎて初めて天下への恋を知った。如水は律儀な顔をしているが、その道にかけては15、6歳の時から色気づき、ただ思うは天下ただ一人で、いわば二人は恋仇同士だが、今は振られた同士、妙な親近感にひかれた。如水は、家康に親睦すれば、再び天下は面白く廻り出してくる時期があるかもしれぬと、にわかに青空ひらけて、猿め（秀吉）の前には隠居したが、また人生蒔き直しと思った。
北条家への和談の使者の話は断られてしまったが、如水は家康に惚れたから、呑込みよろしく引上げ、何食わぬ顔で秀吉の前に立戻り、自ら北条との和談の大役を買って出た。武蔵、相模、伊豆三国の領有を許す旨の秀吉の誓紙を持ち、熱弁真情あふれた如水の和談の使者口上に和平の心が動いた北条氏政は、家臣一同の助命を乞う、いわば無条件降伏を決意した。ところが降伏開城に先立ち、裏切り者の松田憲秀をひきだして首をはねたことが、降伏に対する不満の意、不服従の表現と秀吉に認められた。秀吉は誓約を無視して領地を全部没収、氏政氏照に死を命じ、北条氏を断絶せしめてしまった。北条氏の存続は、後々徳川家康の火勢を煽る油になりかねないため下策ではなかったが、和談の使者をした如水は顔をつぶされ、大いにひがんだ。
そこで如水は秀吉から、あの小僧め（氏直に父兄の陰謀を密告した左馬助）の首をはねてここへ持て、と言われた時、秀吉から厚遇を受けていた新六郎の方の首を、痛憤秀吉を切断する心ではねて来た。「なぜ殺した！」と怒る秀吉に、如水はいささかも動じず、左馬助は父の悪逆に忠孝の岐路に立ち、父兄の助命を恩賞に忠義の道を尽した健気な若者で天晴な男でござるが、この新六郎めは父と謀り主家を売った裏切者、このような奴が生き残っては、本人の面汚しはさることながら、同席の武辺者がとんだ迷惑だと考えていたから、殿下のお言葉、よくも承りませずにかん違いを致した、とんだ粗相ととぼけた。「チンバめ！」と秀吉は叫んだが、追求はしなかった。如水はこの一件でいささか重なる鬱を散じたが、家康にめぐる天運をしきりに望む心が老いたる如水の悲願となった。

### 朝鮮にて
織田信長晩年の夢に感化されていた秀吉は、唐入（朝鮮遠征。明征伐）の野望を抱いていた。秀吉は、対馬の領主・宗義調、宗義智らが掛け合えば、朝鮮など元々日本の領地であった所だから一睨みで、帰順朝貢するものだと思い、朝鮮を道案内に立て明征伐の大軍を送ろうとしていた。しかし朝鮮は明国に帰属しており、あまつさえ足利義満が国辱的な外交を行い、日本の威信が失墜していたため、朝鮮に朝貢の意志はなかった。困った小西行長と宗義智は、秀吉の機嫌を損ねぬよう間に挟まれ、朝鮮使節が交隣通信使にすぎぬことは伝えず、つじつまを合わすために朝鮮側と屈辱的な折衝を重ねていたが、ついに堪忍袋の緒が切れて、日本軍は一挙に京城を占領し、朝鮮王は逃亡した。
行長は、明との和平交渉にとりかかるため直に密使を朝鮮軍の本営に送り、明との和平を斡旋せよと、単刀直入、朝鮮軍にきりだした。外交の掛引だの、朝鮮方の心理などには頓着なく、洗いざらい楽屋を打開けたものだから、朝鮮軍は、「日本は明の援軍近しと聞いて、もはや戦意を失っている」と頭から舐めてきて、返事の代わりに逆襲したが、坡州から援兵の日本軍が駈けつけて撃退された。明の大軍が愈々近づき、軍監（参謀）として唐入していた黒田如水は、京城を拠点に要所に城を築いて迎え撃つ要塞戦法を主張した。しかし小西行長は異見を立て、一挙大明進攻の先制攻撃を主張し、他のボンクラ諸将も行長の平壌前進を認めてしまった。無視された如水は全くふてくされ、怒気満々、病気と称して日本へ帰国した。

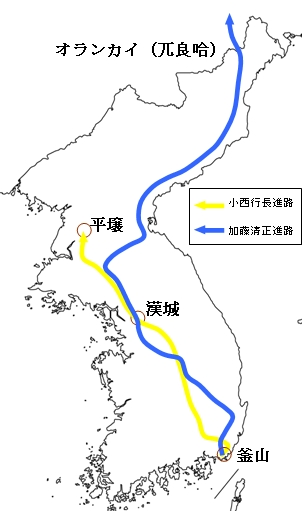
小西行長（黄線）及び加藤清正（青線）の進路

果たして結果は如水の予想通り、延びすぎた戦線、統一を欠く陣構により全軍敗退。しかし一時は大混乱となったが、小早川隆景、立花宗茂、毛利秀包の戦功で立直り、碧蹄館に勝つことができた。だが明軍もまた立ち直り、周到な陣を構えた。日本にいた秀吉も自ら渡韓し三軍の指揮を決意するが、家康、利家、氏郷ら大名は秀吉を引き留めた。遠征は根底的に無計画、無方針であり、風俗人情の異なる土地を占領しても平穏多幸に統治し得るとは思われぬと考える大名たちがほとんどで、石田三成も淀君を介して秀吉を思いとどまらせようとした。三成が嫌いであった戦争マニアの如水はそれに激昂し、浅野弾正とともに再び渡海した。
その後、明軍も日本の侮りがたい戦力を知り、いずれ日本も落ち目になるだろう、その時叩きつければよいと慎重布陣、両軍相対峙し、みだりに進攻を急ぐことがなくなり、戦局停頓し和議交渉となった。明の沈惟敬は朝鮮軍の情報から、日本は明との貿易復活を欲し、侵略は本意でないと判断した。宋応昌や李如松は自国に有利な条件ばかり要求し、行長を騙して誘いだし、突然包囲し再び戦乱となった。その後の戦乱で食糧難となった日本軍は一時撤退し、再び明との和議交渉となり、沈惟敬と行長が共謀して秀吉の降表を偽造し、秀吉が降伏をして明王の臣下となり、日本国王になるといった意味にしてしまった。これを知った秀吉が激昂し、再征の役が始まった。
戦果があがらず、失敗の様相を帯びてきた朝鮮遠征、50歳過ぎて初めて出来た幼子・鶴松の死、新たに生まれた秀頼への溺愛、養子・秀次との確執などで、秀吉の晩年は我欲と凋落の影がさしてきた。秀次は関白になっていたが、深酒や荒淫で口が常にだらしなく開き、殺人趣味があり、ささいなことで料理人を残虐に殺したりした。だが能の舞は満座の感嘆をさらうほど巧く、我流の秀吉より上だった。秀吉は秀次への憎悪と嫉妬を深くし、父への謀反の疑いとして高野山で切腹を命じ、秀次の妾や子供ら30余名も処刑した。しかし秀次を粛清してみたものの、さらに大きな家康の影が秀吉の行く手に立ちこめていた。秀吉は病床に伏し、枯れ木のように痩せていたが、五大老、五奉行に秀頼の忠誠の誓紙を血判で書かせ、死んでいった。

### 関ヶ原
秀吉の死去と同時に戦争を待ち構えていた二人の戦争狂がいた。一人はもちろん如水であるが、もう一人は直江山城守だった。彼の論理は明快で、豊臣の天下に横から手を出す徳川家康は怪しからぬという結論であり、昔からなんとなく家康が嫌いであった。彼を育てた上杉謙信もまた、似た思想と性癖を持っていた。家康は秀吉の死を知ると、例のごとく神速の巻き、天下の異変に備えた。50歳の家康は誰よりも早く覚悟を決めた。家康は落ち着きを取り戻して度胸を決め直すと、最後の生死を賭けて動きだすことのできる金鉄決意の男と成りうるのだった。30歳の時も、命をはって自ら血に濡れ武田信玄に負けた。そして今、機会はおのずから窓を開らき、家康を呼んでいた。家康は誓約を無視して諸大名と私婚をはかり、勢力拡張に乗り出した。
前田利家は怒り、家康と戦う覚悟を決め、秀吉の遺言を受けて秀頼の天下安穏を守ろうとするが、朝鮮遠征の消耗で、豊臣家の世襲支配を可能にする国内整備が完備されておらず、不安のまま利家は老いて死んだ。その夜、黒田長政、加藤清正ら、石田三成に遺恨を含む武将たちが三成を襲撃、三成は浮田秀家に屋敷に隠れ、家康のふところへ逃げた。だが家康は三成を生かしたまました。三成は裸一貫、佐和山城へ引退した。その三成に直江山城守が密使を送り、挙兵の手筈をささやいた。孤独な三成は目算の立ち得ぬ苦悩があったが、家康には目算があった。その小説の最後の行に至るまで構想が練られ、修正を加えたり、数行を加えてみたり減らしてみたり愉しんで書き続ければよかったのだ。家康は通俗小説に命を賭けていた。三成の苦心孤高の芸術性は家康のその太々しい通俗性に敗北を感じ続けていた。
如水も動き出す時がきた。如水は青春のごとく興奮していたが、時代は彼を残してとっくに通りすぎていることを悟らなかった。家康も三成も山城も彼らの真実の魂は孤立し、死の崖に立ち、各々の流義で大きなロマンの波の上を流れていた。その心の崖、それは最悪絶対の孤独を見つめた命を賭けた断崖であり、何物をも頼らず何物とも妥協しない詩人の魂であり、陋巷に窮死するまでひとり我唄を唄うあの純粋な魂だった。しかし如水には心の崖がすでになかった。彼も義理と野心を一身に負い、死を賭けて単身小寺の城中に乗りこんだ時は詩人だった。だが今はその魂はなく、ただ時代にまれな達見と分別により、家康の天下を見抜いているだけだった。己れの才と策を自負し、必ず儲かる賭博を見抜いていたが、もはや彼は賭博師で、芸術家ではなかった。彼は見通しを立て身体をはったが、芸術家は賭の果に自我の閃光とその発見を賭けるものだった。
如水は家康に寄せる溢れるばかりの友情を義理厚く示したが、家康はその友愛を、自我みずからを愛する影にすぎないことを見抜いていた。如水の全身はただ我執だけで、友愛は野心と策略の階段にすぎないことを知っていた。如水は家康に日夜の献策忠言、頼まれもしないのに倅・長政を護衛につけた。三成を憎みつつも家康を信用しない加藤清正、福島正則らを勧誘し加担せしめたのも如水だった。関ヶ原の役となり、豊臣の血統の金吾中納言秀秋は三成の招集に応じて出陣したが、如水は小倉に走り、熱弁で秀秋の三成への裏切りの楽屋裏を仕上げた。お膳立てを済ますと、如水は九州中津へ引き上げ、その地で関ヶ原合戦の準備の報を聞くと、20歳の血気のごとく、城の老臣らに総出仕を命じ、「いざ出陣の用意」と怒鳴った。
如水は秘かに、家康と三成が百日戦うと見越して、その間に九州・中国を一なめにし、ふるさと播磨で留まり、切り従えた総兵力を指揮して、家康と天下分け目の決戦をやるつもりだった。如水は、家康と三成の乱闘が千日あればその時はあわよくば、という儚い一場の夢に骨の髄まで憑かれていた。如水は、天下への30年見果てぬ夢、見飽きぬ夢にただ他愛もなく興奮し、領内の少年、隠居、浪人、町人百姓職人まで城の庭に集めて金銀を与えて準備した。如水は大友義統を生け捕りにして豊後を平定したが、その同じ日に関ヶ原の戦いは一日で片づいてしまった。如水の野望は泡と消え、落胆したが何食わぬ顔だった。家康の懐刀・藤堂高虎へ書簡を送り、九州の三成党を攻め亡ぼすから、その分は自分の領地とし、恩賞は倅・長政と別々によろしく取りなしをたのむと綴った。

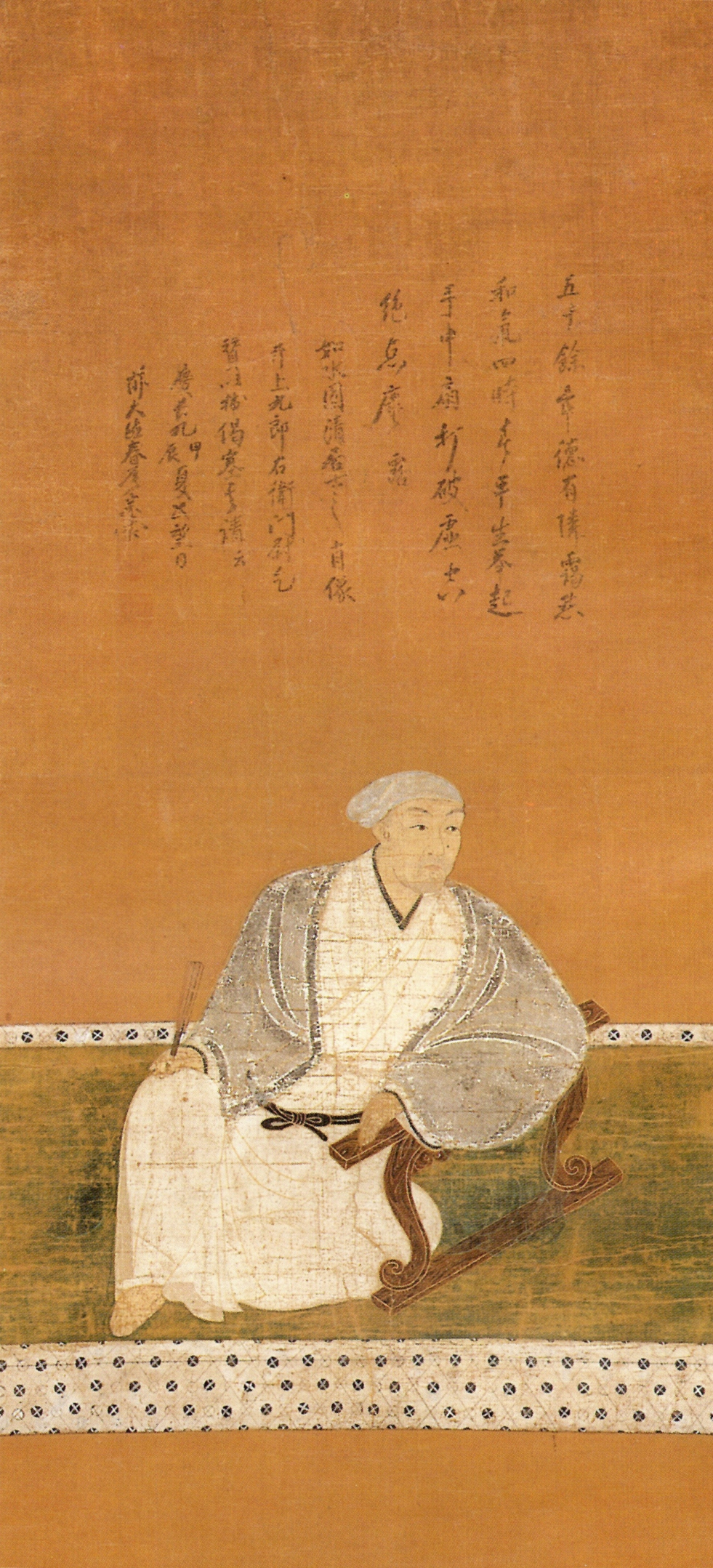
黒田如水居士像

独力九州の三成党を切り従えた如水の意外な大活躍は、人々に賞讃を巻き起こしたが、如水自身は野心の悪夢から立ち返り、一生の遺恨をこめた二ヶ月の戦野も枯野のごとく冷めていた。もう一人冷やかに眺めていたのは家康で、如水には一文の沙汰もなかった。高虎が見かねて如水の偉功抜群と上申するが、家康はくすりと笑い、「ふっふっふ、誰のための働きだというのだえ」と呟いた。だが家康はそつなく如水を敬々しく大坂に迎え、感謝として朝廷に申上げて位を薦め、上方に領地、今後は特別天下の政治に御指南を頼みますとお世辞を言った。だがそれらの位は耳に快いが実はなく、如水は敬々しく辞退し、すでに年老い、又生来の多病でこの先の御役に立たない私ですとコチコチになって拝辞した。その淡泊に秀忠が驚き、「ああ漢の張良とはこの人のことよ」と嘆声をもらして群臣に訓えたが、それが徳川の如水に与えた奇妙な恩賞となった。
如水は内心、家康めにしてやられたわい、かねて覚悟の上のこと、バクチが外れたときは仕方がないさ、とうそぶいていた。応仁以降うち続いた天下のどさくさは終り、俺の出る幕はすんだという如水の胸は淡泊に晴れていた。どさくさは済んだ。だが、どさくさと共にその一生も済んだという茶番のような儚さを彼は考えていなかった。

## 登場人物
黒田如水（黒田官兵衛）
野人気質。持って生れた雄弁。義理堅く、主に対しては忠、臣節だが、油断がならない存在。戦争が巧く、戦略が狡猾、外交駆け引きが妙。臨機応変、奇策縦横、行動が速力的で、見透しが的確。戦争マニア。律儀だが、天衣無縫の律儀ではなく、律儀という天然の砦がなければ支えることのできないほどの野望を持つ。優れた策士だが、不相応な野望ほど偉くないないのが悲劇で滑稽笑止。切支丹だが、必ずしも忠実でなく、参禅もする。
豊臣秀吉
織田信長の元で官兵衛と中国征伐で一緒に行動を共にしていた時は、羽柴秀吉（丹羽長秀と柴田勝家から名付けた）。夢想家の甘さがあり、妾を選ぶ時もお嬢さん好き、名流好き。喜怒哀楽を表に出す。外交が巧く、人情に訴えるやり方をする。秀吉は徳川家康を最も怖れていたが、その次に怖れていたのが黒田官兵衛だった。官兵衛のことを「チンバ」と呼ぶ。盛運の時は金持ち喧嘩せずで、長所だけで出来上がったような人物だが、根は短気で執拗に逆上的に復讐する性格で、意志で弱点を抑えている。
小早川隆景
毛利輝元側の智将。温厚で明敏果断な政治家。官兵衛の直談判により、秀吉と和睦する。朝鮮遠征（小牧・長久手の戦い）では、全軍に信頼を得ている長老として参加。
仙石権兵衛
策略縦横の官兵衛と違い、単純な腕力主義。猪突一方の戦略で参謀長は荷が重く、大敗北を蒙るが、再び大名に復活。毒気がない性格で秀吉に好かれている。
竹中半兵衛
官兵衛の親友。秀吉の側近。官兵衛と同じように秀吉から故意に冷遇され、秀吉の敵意を怖れて引退。
石田三成
官兵衛が隠居した後の秀吉の側近。全身狡智と胆力。冷水のごとき観察力。批判力で腸のえぐり込む言葉の鋭さ。淀君党。
徳川家康
名を捨てて実をとる根性。土百姓の精神で悠々実績を稼いでいた。妾を選ぶ時も、子持ちの後家や素性がよくなくても平気で、夢想児の甘さが微塵もない。天の時を知る人だが、妥協の人ではなく戦う時は戦う。織田信長と同盟していた31歳の時に武田信玄とあえて戦い敗れた。秀吉が山崎の戦いで明智光秀を亡ぼした後、小牧山の合戦で秀吉に勝つが、外交で折れ、息子・於義丸を秀吉の養子にくれてやる。大義名分のない私闘をあえてやらず、焦らない。初対面の黒田如水を、此奴は食えない化け者だが、与しやすいところがあると判断。
織田信雄
織田信長の息子。徳川家康と共に小牧山の合戦で秀吉に勝つが、秀吉の涙の和談に瞞着されて、家康を説き和睦する。尾張を所領。
伊達政宗
田舎豪傑。片目がない。ザンギリ髪という異形な姿を故意に愛用。井戸の中から北国の青空を見上げて、力み返っていた。家康に説得されて小田原攻めの秀吉に帰順。小田原征伐の時に24歳。野心と狡智にかけては如水と好一対。
浮田秀家
陣所の前が北条十郎氏房の持ち口に当っていたため、秀吉に命じられて氏房を介して降伏を勧告。朝鮮遠征では、総大将格。
北条十郎氏房
氏政父子に降伏を勧める。
松田憲秀
北条早雲以来股肱閥閲の名家で、柩機にあずかり勢威をふるっていたが、主家・北条を裏切り、秀吉側の軍を城内に引き入れる手筈を整えたが、陰謀が漏れて失敗。
新六郎
松田憲秀の長男。以前、主家を裏切り、武田勝頼に通じて主家に弓を引いたが負けて降参し、累代の名家であるからという理由で、命だけは助けられたという代物。小田原征伐でも、父と相談して主家を裏切る。
左馬助
松田憲秀の次男。容色美麗で、年少の時から北条氏直の小姓に出て寵を蒙り、日夜側近を離れず奉公に励んでいた。父と兄の裏切りの計画を耳にとめ諫めたが、逆に斬られそうになり一時ごまかし、寝室に見張の者の目を欺いて、具足櫃に身をひそめて氏直の元に立ち戻り、父兄の陰謀を訴えた。左馬助の懇願により、憲秀と新六郎は首をはねられず、牢舎に入れられる。
北条氏政
武蔵・相模・伊豆三国くらいで、猿の下風に立つなど話のほかだと、降伏を受けつけなかったが、その後、重臣・松田憲秀の裏切りの打撃を受けていたところに、如水の熱弁真情あふれる和談の口上の厚情に思わずホロリとし、和平の心を決まる。如水は、和議の応じて祖先の祭祀を絶やさぬ分別が大切であると説いた。しかし降伏開城の前に、裏切り者の松田憲秀の首をはねたことに端を発し、秀吉に死を命ぜられ、亡ぼされる。
北条氏直
氏政の次男。女房は家康の娘・督姫。小田原征伐では秀吉に命ぜられ、高野山へ追放となる。
小西行長
肥後の領地を加藤清正と二つに分けて共有。父は元来、堺の薬屋で唐朝鮮を股にかけた商人のため、朝鮮事情を心得ている。切支丹。正直でひたむきな情熱児。朝鮮遠征（小牧・長久手の戦い）において、明軍に対する戦略で黒田如水と対立。京城を拠点に要所に城を築いて迎え撃つ要塞戦法を主張する如水に異を唱え、平壌前進し失敗する。
宗義智
対馬の領主。宗義調の養子。妻は小西行長の妹。
加藤清正
朝鮮遠征で、小西行長の軍が京城を占拠した時に一日遅れた。太閤・秀吉に自分の一番乗りを思い込ませるために、自分が入城したという知らせの使者を誰よりも早く名護屋本営に走らせる。
黒田長政
官兵衛の長男。官兵衛が隠居後、家督を譲られる。妻は蜂須賀正勝の娘。のちに如水の戦略に従い、妻と離縁し、家康の養女を娶る。関ヶ原の戦いで活躍し、家康から厚く恩賞を与えられる。
沈惟敬
明の和議使節。元来市井の無頼漢だが、才幹を見込まれて立身。筋の正しい国政などとは縁のない市井の怪物、元来がギャングの親方。誤魔化しの天才。
李如松
明軍の大将。明の要求をなかなか呑まない日本軍に腹を立て、媾和などとは余計なことだと、平壌の小西行長へ使者をたてて、沈惟敬が和議を結びにきたからと誘い出し、突然包囲。
豊臣鶴松
秀吉の長男。秀吉が50代でできた初めての実子。朝鮮使節が来日した時、2歳。秀吉に溺愛されていたが、幼くして死去。秀吉は悲嘆にくれ、お通夜では髷を切って亡骸に捧げて泣き叫ぶ。それに倣って家康も髷を切ると、各々が焼香のたびに髷を切った。
豊臣秀次
秀吉の養子。小器用で小賢しい。秀吉の養子のうちで最も秀吉に愛されていない。17歳の時の長久手の合戦において、家来を置き去りにして逃げ、秀吉の怒りに触れて殺されそうになるが、命は助けてもらう。関白となったが、酒や女にだらしなく不健康で陰鬱。面色黄濁、小皺がつもり、口が常にだらしなく開き、顎から下が延びて垂れている。人を殺す癖がある。孕み女の生き腹を裂いたり、盲人をやにわに斬ってうろたえぶりを楽しむ。ささいな理由で料理人を残忍に殺す。
豊臣秀頼
秀吉の次男。鶴松亡き後に授かった子。養子・秀次の娘と許婚の約を結ばせる。
直江山城守
上杉謙信の番頭。浮世の義理を愛し、浮世の戦争を愛する。理知的でありながら感覚で動く。家康が昔からなんとなく嫌い。通俗の型を決定的に軽蔑。楽天的なエゴイスト。時代や流行から超然とした耽溺派。時代の流れから投影される理想もない。高弟に真田幸村がいる。
前田利家
足軽時代からの秀吉の親友で、助け合って立身出世した。豊臣の天下というただ現実の現象を守ろうという穏健派。保守的な平和愛好癖がある。理知的でなく常識家。
その他の人々
織田信長、小寺政職、官兵衛の父（黒田職隆）、毛利輝元、使者の山伏、明智光秀、山名禅高、武田勝頼、於義丸、真田昌幸、石川数正、水野忠重、小笠原貞慶、武田信玄、夏目次郎左衛門、上杉景勝、本多重次、加藤嘉明、脇坂安治、九鬼嘉隆、高山右近、穴山梅雪、井伊直政、足利義昭、羽柴雄利、北条氏照、井上平兵衛、増田長盛、大谷刑部、蒲生氏郷、加藤清正、淀君、島左近、宗義調、景轍玄蘇、黄充吉、金誠一、立花宗茂、毛利秀包、大司馬石星、ガスパル・コエリヨ、宋応昌、内藤如安、上杉謙信、真田幸村、徳川秀忠、浅野長政、堀尾吉晴、結城秀康、本多正信、細川忠興、福島正則、金吾中納言秀秋、平岡石見、稲葉佐渡、伊予屋弥右衛門、栗山四郎右衛門、井上九郎右衛門、藤堂高虎

## 作品評価・解釈
1940年（昭和15年）の35歳の時に切支丹ものや歴史に興味を抱きはじめる以前、坂口安吾は1935年（昭和10年）から1936年（昭和11年）にかけて、矢田津世子との恋愛と自己の半生に決着をつけるために、渾身の力を込めて野心作である長編『吹雪物語』を執筆したが、それは失敗作に終わっていた。奥野健男は、そのことと『二流の人』の主題を関連づけながら、「自分の才能の限界を知らされ二重の失意」に陥った安吾がその「挫折の痛み」を、「ついに志を得なかった黒田如水」に託して描いた歴史小説が『二流の人』だと解説している。
上野俊哉は、ビートルズからしたら、明らかにローリング・ストーンズは二流だろうが、ザ・フーから見たら、ストーンズの方が一流になるかもしれないというふうに、「二流」とは常に「相対的な価値づけ」にしかすぎないと述べつつ、『二流の人』の主人公・黒田如水は、「覇を競う天下人の間で、彼らにときに畏れを抱かせながら、いささか邪魔な軍師、策士としてふるまい、そのかぎりで〈二流〉を生きつづける」と解説している。そして「知略の人」と言われながらも、この知略において苦労を重ね、「何度も失墜しては浮かび上がる芸当」を見せた黒田如水の「食えない感じ」を、「安吾がどうにも愛していたように読める」とし、次のような作中の一節を引きながら、優等生にも一流と二流があるが、安吾は後者（二流）に惹かれてしまっていると考察している。
そして、「豪放に見えて繊細、磊落にふるまいながら天下御免とはいかない〈虚心と企みと背中合せ〉の黒田如水に安吾が惹かれたのは、この「二流の人」如水が「自分を〈モノ〉のように突き放して、なおかつ自分を見つめ、その巨星たちに弄ばれる運命と位置取りを自らの創造と発見の原理にしてしまうような者であったからだ」と上野は述べつつ、秀吉、家康ら英傑の中で自らの才能を出過ぎず、「その〈機能〉（他人から見た使い方）の塩梅を勘案する」策士・黒田の中に、「もうひとつのいきいきとした〈堕落〉、今ひとつの〈戦後〉」を安吾が読み取っていたと、『堕落論』と関連させて、安吾が「二流のキャラクターたちの位置取りに歴史の筋目を見てとり、同時に様々な価値の相対化と転倒を積極的に生きぬいた」と考察している。

## 派生作品
『二流の人』の「第三話 関ヶ原」の黒田如水（官兵衛）の心情をヒントにして、武田鉄矢が作詞した海援隊の同名楽曲「二流の人」がある。

## おもな刊行本
- 『二流の人』（九州書房、1947年1月30日）
- 『二流の人』（思索社、1948年1月）
- 文庫版『白痴・二流の人』（角川文庫、1970年3月10日。改版1989年、2008年、2012年）
  - 装幀：杉浦康平。カバー装画：沢村幸子。付録・解説：三枝康高。奥野健男「坂口安吾――人と作品」。主要参考文献。年譜。
  - ※ 2008年（平成20年）の改版より、カバー装画：メグ・ホソキ。
  - 収録作品：「木枯の酒倉から」、「風博士」、「紫大納言」、「真珠」、「二流の人」、「白痴」、「風と光と二十の私と」、「青鬼の褌を洗う女」
- 文庫版『坂口安吾全集 5』（ちくま文庫、1990年4月24日）
  - カバー画：横尾忠則。付録・解説：篠田正浩「桜の森で何があったのか」。解題：関井光男。
  - 収録作品：「破門」、「桜の森の満開の下」、「オモチャ箱」、「散る日本」、「青鬼の褌を洗う女」、「決闘」、「淪落の青春 」、「出家物語」、「二流の人」
- 『坂口安吾全集 3』（筑摩書房、1999年3月20日） - ※「黒田如水」収録
  - 装幀：菊地信義。編集：柄谷行人、関井光男。解題：関井光男。
  - 付録・月報11：池内紀「『私観』の読み方」〈解説〉、養老孟司「若い頃」〈エッセイ〉、井上友一郎「坂口安吾著『炉辺夜話集』」〈回想・同時代評〉、柄谷行人「坂口安吾について（11）殉教」〈連載〉
- 『坂口安吾全集 4』（筑摩書房、1998年5月22日）
  - 装幀：菊地信義。編集：柄谷行人、関井光男。解題：関井光男。
  - 付録・月報1：川村湊「堕落と求道」〈解説〉、本田和子「虚構される回想と回想される虚構」〈エッセイ〉、大井広介「その頃の坂口」〈回想・同時代評〉、柄谷行人「坂口安吾について（1）或る時代錯誤」〈連載〉